# ABL-Saison 2018/19
Die ABL-Saison 2018/19 war die neunte Saison der Australian Baseball League (ABL) und die erste Saison seit der Neugründung der Liga, die mit acht Teams ausgespielt wird. Die Saison wurde am 15. November 2018 eröffnet und endete am 2. Februar 2019 mit dem vierten Meisterschaftstitel in Folge für die Brisbane Bandits.

## Spielmodus
Gemeinsam mit der Aufnahme zwei neuer Teams in die Australian Baseball League wurde auch der Spielmodus in den Play-offs geändert, indem zum ersten Mal ein Wildcard-Spiel eingeführt wurde. Die reguläre Saison besteht aus insgesamt 160 Spielen in zehn Wochen. Jedes Team spielt in der regulären Saison insgesamt 40 Spiele, davon jeweils 4 Heim- und 4 Auswärtsspiele gegen die anderen drei Teams der eigenen Division (insgesamt 24 Spiele) sowie jeweils vier Spiele gegen die vier Teams der anderen Division (insgesamt 16 Spiele). Das ABL All-Star-Game entfällt aufgrund von Vorbereitungen der Spieler auf die Olympischen Spiele 2020 in Tokio.

## Teams
In der ABL-Saison 2018/19 bestand die Australian Baseball League aus acht Teams in zwei Divisionen: der Southwest Division mit Adelaide, Geelong, Melbourne und Perth sowie der Northeast Division mit Brisbane, Canberra, Sydney und Auckland.
| Verein             | Stadt              | Stadion                    | Kapazität          |
| Southwest Division | Southwest Division | Southwest Division         | Southwest Division |
| ------------------ | ------------------ | -------------------------- | ------------------ |
| Adelaide Bite      | Adelaide           | Diamond Sports Stadium     | 5.000              |
| Perth Heat         | Perth              | Baseball Park              | 4.000              |
| Geelong Korea      | Geelong            | Geelong Baseball Park      | 5.000              |
| Melbourne Aces     | Melbourne          | Melbourne Ballpark         | 3.900              |
| Northeast Division |                    |                            |                    |
| Brisbane Bandits   | Brisbane           | Holloway Field             | 800                |
| Canberra Cavalry   | Canberra           | Narrabundah Ballpark       | 2.250              |
| Sydney Blue Sox    | Sydney             | Blacktown Baseball Stadium | 3.000              |
| Auckland Tuatara   | Auckland           | North Harbour Stadium      | 25.000             |

Fettdruck: 2018 neu gegründet.

## Reguläre Saison

### Runde 1
| Datum, Uhrzeit (MEZ) | Heim             | Erg. | Auswärts         |
| -------------------- | ---------------- | ---- | ---------------- |
| 15.11.2018, 9:00     | Brisbane Bandits | 5-3  | Adelaide Bite    |
| 15.11.2018, 9:00     | Sydney Blue Sox  | 8-1  | Geelong Korea    |
| 16.11.2018, 9:00     | Brisbane Bandits | 3-5  | Adelaide Bite    |
| 16.11.2018, 9:00     | Sydney Blue Sox  | 7-2  | Geelong Korea    |
| 16.11.2018, 9:05     | Melbourne Aces   | 2-1  | Canberra Cavalry |
| 16.11.2018, 12:05    | Perth Heat       | 8-4  | Auckland Tuatara |
| 17.11.2018, 5:30     | Brisbane Bandits | 7-1  | Adelaide Bite    |
| 17.11.2018, 7:00     | Melbourne Aces   | 4-1  | Canberra Cavalry |
| 17.11.2018, 9:00     | Sydney Blue Sox  | 4-1  | Geelong Korea    |
| 17.11.2018, 9:00     | Perth Heat       | 5-4  | Auckland Tuatara |
| 17.11.2018, 9:05     | Melbourne Aces   | 11-3 | Canberra Cavalry |
| 17.11.2018, 9:30     | Brisbane Bandits | 7-1  | Adelaide Bite    |
| 17.11.2018, 12:05    | Pert Heat        | 11-3 | Auckland Tuatara |
| 18.11.2018, 3:00     | Sydney Blue Sox  | 5-0  | Geelong Korea    |
| 18.11.2018, 3:00     | Melbourne Aces   | 4-0  | Canberra Cavalry |
| 18.11.2018, 9:05     | Perth Heat       | 8-2  | Auckland Tuatara |

| Pl. | Southwest Division     | Northeast Division   |
| --- | ---------------------- | -------------------- |
| 1   | Sydney Blue Sox (4-0)  | Melbourne Aces (4-0) |
| 2   | Brisbane Bandits (3-1) | Perth Heat (4-0)     |
| 3   | Auckland Tuatara (0-4) | Adelaide Bite (1-3)  |
| 4   | Canberra Cavalry (0-4) | Geelong Korea (0-4)  |

### Runde 2
| Pl. | Southwest Division     | Northeast Division   |
| --- | ---------------------- | -------------------- |
| 1   | Sydney Blue Sox (5-3)  | Perth Heat (7-1)     |
| 2   | Brisbane Bandits (4-3) | Melbourne Aces (6-2) |
| 3   | Canberra Cavalry (3-5) | Adelaide Bite (3-5)  |
| 4   | Auckland Tuatara (2-5) | Geelong Korea (1-7)  |

### Runde 3
| Pl. | Southwest Division     | Northeast Division   |
| --- | ---------------------- | -------------------- |
| 1   | Brisbane Bandits (7-4) | Melbourne Aces (9-3) |
| 2   | Sydney Blue Sox (6-6)  | Perth Heat (9-3)     |
| 3   | Canberra Cavalry (5-7) | Adelaide Bite (5-7)  |
| 4   | Auckland Tuatara (4-7) | Geelong Korea (2-10) |

### Runde 4
| Pl. | Southwest Division      | Northeast Division    |
| --- | ----------------------- | --------------------- |
| 1   | Brisbane Bandits (10-5) | Melbourne Aces (11-5) |
| 2   | Sydney Blue Sox (10-6)  | Perth Heat (11-5)     |
| 3   | Canberra Cavalry (6-10) | Adelaide Bite (9-7)   |
| 4   | Auckland Tuatara (4-11) | Geelong Korea (2-14)  |

### Runde 5
| Pl. | Southwest Division      | Northeast Division    |
| --- | ----------------------- | --------------------- |
| 1   | Sydney Blue Sox (13-7)  | Perth Heat (14-6)     |
| 2   | Brisbane Bandits (11-8) | Melbourne Aces (12-8) |
| 3   | Canberra Cavalry (9-11) | Adelaide Bite (10-10) |
| 4   | Auckland Tuatara (6-13) | Geelong Korea (4-16)  |

### Runde 6
| Pl. | Southwest Division       | Northeast Division     |
| --- | ------------------------ | ---------------------- |
| 1   | Sydney Blue Sox (17-7)   | Perth Heat (14-10)     |
| 2   | Brisbane Bandits (14-9)  | Adelaide Bite (13-11)  |
| 3   | Canberra Cavalry (13-11) | Melbourne Aces (13-11) |
| 4   | Auckland Tuatara (7-16)  | Geelong Korea (4-20)   |

### Runde 7
| Pl. | Southwest Division       | Northeast Division     |
| --- | ------------------------ | ---------------------- |
| 1   | Sydney Blue Sox (20-8)   | Perth Heat (17-11)     |
| 2   | Brisbane Bandits (15-12) | Melbourne Aces (16-12) |
| 3   | Canberra Cavalry (15-13) | Adelaide Bite (14-14)  |
| 4   | Auckland Tuatara (9-18)  | Geelong Korea (5-16)   |

### Runde 8
| Pl. | Southwest Division       | Northeast Division     |
| --- | ------------------------ | ---------------------- |
| 1   | Sydney Blue Sox (20-12)  | Perth Heat (19-13)     |
| 2   | Brisbane Bandits (19-13) | Melbourne Aces (18-14) |
| 3   | Canberra Cavalry (19-13) | Adelaide Bite (17-15)  |
| 4   | Auckland Tuatara (10-22) | Geelong Korea (6-26)   |

### Runde 9
| Pl. | Southwest Division       | Northeast Division     |
| --- | ------------------------ | ---------------------- |
| 1   | Sydney Blue Sox (23-13)  | Melbourne Aces (22-14) |
| 2   | Brisbane Bandits (21-15) | Perth Heat (22-14)     |
| 3   | Canberra Cavalry (21-15) | Adelaide Bite (17-19)  |
| 4   | Auckland Tuatara (11-25) | Geelong Korea (7-29)   |

### Runde 10
| Pl. | Southwest Division       | Northeast Division     |
| --- | ------------------------ | ---------------------- |
| 1   | Brisbane Bandits (25-15) | Perth Heat (24-16)     |
| 2   | Sydney Blue Sox (25-15)  | Melbourne Aces (23-17) |
| 3   | Canberra Cavalry (23-17) | Adelaide Bite (19-21)  |
| 4   | Auckland Tuatara (14-26) | Geelong Korea (7-33)   |

## Play-offs

### Wild-Card-Spiel
|  | Wild Card |                  |   |
|  |           |                  |   |
|  |           |                  |   |
|  | 4         | Melbourne Aces   | 0 |
|  | 5         | Canberra Cavalry | 5 |

### Finalspiele
|  | Halbfinale (Best-of-3) | Halbfinale (Best-of-3) | Halbfinale (Best-of-3) |  |  | Finale (Best-of-3) | Finale (Best-of-3) | Finale (Best-of-3) |
|  |                        |                        |                        |  |  |                    |                    |                    |
|  |                        |                        |                        |  |  |                    |                    |                    |
|  | 1                      | Brisbane Bandits       | 2                      |  |  |                    |                    |                    |
|  | WC                     | Canberra Cavalry       | 1                      |  |  |                    |                    |                    |
|  |                        |                        |                        |  |  | SF1                | Brisbane Bandits   | 2                  |
|  |                        |                        |                        |  |  | SF2                | Perth Heat         | 0                  |
|  | 2                      | Perth Heat             | 2                      |  |  |                    |                    |                    |
|  | 3                      | Sydney Blue Sox        | 1                      |  |  |                    |                    |                    |
|  |                        |                        |                        |  |  |                    |                    |                    |

## Zuschauer
| Team             | Zuschauer gesamt | Zuschauer pro Spiel |
| ---------------- | ---------------- | ------------------- |
| Adelaide Bite    | 10.654           | 533                 |
| Auckland Tuatara | 7.151            | 376                 |
| Brisbane Bandits | 15.808           | 832                 |
| Canberra Cavalry | 22.488           | 1.184               |
| Geelong Korea    | 6.687            | 352                 |
| Melbourne Aces   | 11.939           | 663                 |
| Perth Heat       | 20.557           | 1.082               |
| Sydney Blue Sox  | 17.212           | 906                 |
| Gesamt           | 112.496          | 741                 |

## TV-Übertragung
Die ABL-Saison 2018/19 wurde in Teilen von Fox Sports Australia ausgestrahlt. Der Sender zeigte in Australien 40 Spiele der Saison. In Taiwan wurden mindestens 40 Spiele über den Sender Eleven Sports Taiwan ausgestrahlt, in Südkorea auf MBC Sports Korea und in Neuseeland auf Sky Sport New Zealand. Zudem sind Spiele auf dem eigenen YouTube-Kanal der Australian Baseball League ABL.tv verfügbar.